# Commission royale de toponymie et de dialectologie
La Commission royale de toponymie et de dialectologie (CRTD) de Belgique est un organisme ayant comme objectif l’étude de l’onomastique (toponymie et anthroponymie) et de la dialectologie romane et germanique principalement en Belgique. Elle est fondée en 1927 sous le haut patronage de l’Académie royale de Belgique, et dépend aujourd’hui de celle-ci et de son équivalent d’expression néerlandophone. Elle est composée de deux sections, une section flamande et une section wallonne. Elle publie des travaux scientifiques et est aussi consultée par les pouvoirs publics ; ses avis sont généralement suivis par l’Institut géographique national.